# María Isabel Díaz Lago
María Isabel Díaz Lago (La Habana, Cuba; 4 de julio de 1964) es una actriz cubana. Es graduada de actuación en el Instituto Superior de Arte. Conocida desde su papel en Una Novia para David. Se convirtió en la primera «Chica Almodóvar» cubana por su interpretación en la película Volver al lado de Penélope Cruz. En la pequeña pantalla, es conocida por su papel de Soledad Núñez Hurtado "Sole" en Vis a vis. Reside en España desde 1996.

## Trayectoria
Durante el período de sus estudios preuniversitarios se integró en el grupo de teatro de la escuela y participó en varios festivales teatrales durante esos tres años. También trabajó, haciendo figuración, en una obra de teatro profesional del Grupo Político Bertolt Brecht, Rampa arriba, rampa abajo.
En el año 1982 comienza sus estudios en el Instituto Superior de Arte y en el mismo año forma parte de la obra dirigida por Armando Suárez del Villar, La Rueda de Casino. Es entonces cuando hace una audición para trabajar en la ópera Donde crezca el amor. A pesar de su corta edad, le ofrecieron el personaje de la madre, papel en el que actuó como actriz y cantante bajo la dirección musical del barítono Hugo Marcos, y la dirección general de Armando Suárez del Villar. El estreno tuvo lugar en la sala Avellaneda del Teatro Nacional de Cuba y se mantuvo en cartel una larga temporada.
Aún en su período escolar fue seleccionada para protagonizar la película Una novia para David, un guion de Senel Paz dirigido por Orlando Rojas.
Alternando su incipiente carrera cinematográfica con sus trabajos escolares al mando de su profesor Vicente Revuelta, estrenó con el grupo Teatro Estudio La Historia de un caballo y Galileo Galilei en la sala de teatro Hubert de Blanck.
Ya recién graduada, en 1987, hace algunos trabajos infantiles para la TV, telenovelas y un programa de variedades en horario estelar. A partir de entonces, combinó trabajos teatrales, cinematográficos y televisivos. Es de este período las obras de teatro Al que le toco le tocó, Sibila mi amor, La querida de enramada y en el cine Hello Hemingway, Papeles Secundarios, El plano, Melodrama, Hasta la victoria siempre, entre otras. En televisión participó en la serie Por amor, Damasco Rojo, La Pícara Cocinera, desde el año 1991 hasta 1994.
En 1996 se trasladó a España, donde participó en series de televisión como Javier ya no vive solo, Policías, Urgencias, Aída. También trabajó con directores cinematográficos como Manuel Gutiérrez Aragón en la película Cosas que dejé en La Habana, con Javier Rebollo en Locos por el sexo, con los hermanos Ulloa en Pudor y con Pedro Almodóvar en Volver donde hace el personaje de Regina, amiga de Raimunda, personaje protagonista de la película interpretado por Penélope Cruz.
Además entre 2003 y 2006 participó en la puesta en escena de Las mujeres de verdad tienen curvas, realizando giras por toda España de forma continua y con sendas temporadas en Madrid y Barcelona, este fue un espectáculo de la compañía vasca Ados Teatroa.
Otras películas en las que participó fueron: Radio Love, La Mala, Masala, Un rey en La Habana, Tres años en el paraíso, Frutas en el café, Piedras, Las noches de Constantinopla, El Argentino, esta última dirigida por Steven Soderbergh y protagonizada por Benicio del Toro. También participó en La llamada dirigida por Javier Calvo y Javier Ambrossi, estrenada en 2017.
Durante un periodo de cinco años (2010-2015), vivió en Miami y formó parte del equipo de "Couch" del programa de Ana María Polo Caso Cerrado para la cadena Telemundo.
Vis a vis,serie carcelaria producida por Globomedia y para Atresmedia, donde interpretó a Sole, una de las reclusas principales de la prisión, fue el trabajo, que le dio definitivamente una visibilidad notable entre los telespectadores y los profesionales del gremio actoral español, otorgando a su carrera un giro de 180°.
Ha recibido por Vis a Vis el Premio Ondas en el 2016 y en el 2017 ha sido nominada como mejor actriz secundaria en los premios de la Unión de Actores y Actrices.

## Filmografía

### Cine[13]
- Una Novia para David (1985) Dir. Orlando Rojas. Protagonista[3]
- Papeles Secundarios (1989) Dir. Orlando Rojas. Secundario
- La Vida en Rosa (1989) Dir. Rolando Díaz. Secundario
- Hello Hemingway (1990) Dir. Fernando Pérez. Secundario[14]
- Fortuna lo que has querido. (1991) Dir. Orlando Rojas. Secundario
- El plano. (1993) Dir. Julio García Espinosa. Secundario
- Melodrama (1995) Dir. Rolando Díaz. Secundario
- Calor... y celos (1996) (España) Dir. Javier Rebollo. Reparto[15]
- Cosas que dejé en La Habana (1997) (España). Dir. Manuel Gutiérrez Aragón. Secundario[16]
- Hasta la Victoria Siempre (1998) (Argentina) Dir. Juan Carlos Dezanso. Secundario[17]
- Las Noches de Constantinopla (2001) Dir. Orlando Rojas. Protagonista[18]
- Piedras (2002) (España) Dir. Ramón Salazar. Reparto
- Frutas en el café. (2003) Dir. Humberto Padrón. Protagonista[19]
- Tres años en el paraíso (2005) Dir. Manuel Astudillo. Secundario
- Locos por el sexo (2005) (España) Secundario[20]
- Un Rey en La Habana (2005) (España) Dir. Alexis Valdés Secundario[21]
- Volver (2006) Dir. Pedro Almodóvar Secundario[22]
- Pudor (2007) Dir. T. Ulloa. Reparto[23]
- Masala (2007) Dir. Salvador Calvo. Reparto
- La Mala (2007) Dir. P. Pérez Rosado. Protagonista[24]
- Radio Love (2007) Dir. Leonardo de Armas. Actuación especial
- El argentino (2007) Dir. Steven Soderbergh. Reparto
- Neuralgia (2011) Ouija Films
- Crossing Moments (2012) Dir. Daniel Urdanivia
- Un Otoño sin Berlín. (2015) Dir. Lara Izaguirre. Secundario[25]
- La llamada. (2017). Directores: Javier Calvo y Javier Ambrossi. Secundario[26]
- El extraordinario viaje de Celeste García. (2018). Director: Arturo Infante. Protagonista.[27][28][29]
- En los márgenes. (2022). Dir. Juan Diego Botto. Secundario.
- Alguien que cuide de mí. (2023) Directoras: Daniela Fejerman y Elvira Lindo. Secundario.

### Televisión y series
- Damasco rojo (Cuba, 1987) Protagonista
- Por amor (Cuba, 1988) Protagonista
- La semilla escondida (España-Cuba, 1988) Protagonista
- Conflictos-Sinflictos (Cuba, 1990) Episodio
- Gracias Doctor (Cuba, 1990) Episodio
- Enma, la mujer marcada (Cuba, 1990) Protagonista
- Konrad, el niño que… (Cuba, 1990) Secundario
- Entre mamparas (Cuba, 1996) Protagonista
- Gabriel en La Habana (Suiza-Francia-Cuba, 1995-96) Protagonista
- Carvalho (España, 1998) Episodio
- Abogados (España, 2001) Episodio
- Hospital Central (España, 2001) Episodio
- Compañeros (España, 2001) Episodio
- Periodistas (España, 2001) Episodio
- Javier ya no vive solo (España, 2001-02) Fijo Secundario
- Policías (España, 2003-05) Episodio
- El Comisario (España, 2003-05) Episodio
- Planta 25 (España, 2007) Episodio
- Aída (España, (2008) Episodio[30]
- Vis a vis (España, 2015-2019) Soledad Núñez Hurtado "Sole" [30]
- El continental (España, 2018) Protagonista[31]
- Secretos de Estado (España, 2019) Secundario
- El último show (España, 2020) Fijo Secundario
- Patria (España, 2020) Celeste
- La última (España, 2022) Ceci
- Smiley (España, 2022) Yessenia
- Ángela (España, 2025) Maribel

### Teatro
- Donde crezca el amor. Teatro Nacional de Cuba (1983-85) Protagonista
- Ha llegado un inspector. Grupo de Teatro Bertolt Brecht (1983) Protagonista
- Galileo, Galilei. Grupo de Teatro Estudio (1984) Secundario
- La historia de un caballo. Grupo de Teatro Estudio (1985) Secundario
- Yerma. Grupo de Teatro Estudio (1985) Protagonista
- Casa de muñecas. Grupo de Teatro Estudio. (1986) Protagonista
- Cuentos del Decamerón. Grupo de Teatro Estudio. (1987) Protagonista
- La querida de Enramada. Grupo de Teatro Rita Montaner. (1987) Secundario
- Burgueses. Grupo de Teatro Rita Montaner. (1988) Secundario
- Al que le tocó, le tocó. Grupo de Teatro Rita Montaner (1989-93) Protagonista
- Sibila, mi amor. Grupo de Teatro Rita Montaner (1992) Protagonista
- La cueva. Grupo de Teatro El Público (1995) Protagonista
- Los ciervos. Grupo de Teatro El Público. (1995) Protagonista
- La boda. Grupo de Teatro El Público. (1995) Protagonista
- Manteca. Cía. Macorina (1998) Protagonista
- Las mujeres de verdad tienen curvas. Ados Teatroa (2003-06) Protagonista.[32]
- La Vuelta de Nora – Casa de Muñecas 2. Teatro Municipal Pedro Muñoz Seca. (2018) Protagonista.[33]

### Programas infantiles y entretenimiento
- La pícara cocinera. Programa infantil, Cuba. (1986) Protagonista
- La hora de las brujas. Programa infantil, Cuba. (1991-94) Protagonista[34]
- Pocholo y su pandilla. Programa infantil, Cuba. (1993-94) Secundario
- El club de la comedia. España. (2002, 2015) Monologuista[35]
- Más humor. España. (2002). Monologuista.

## Premios y reconocimientos
- Mejor actriz de largometraje por Neuralgia. Premio: «Miami Life Award» (2013)[36]
- Mejor Interpretación Femenina. Premios Ondas para el elenco femenino de Vis a Vis (2015)[37]
- Premio «Filming Italy Sardenga Festival» por el personaje de Sole en Vis a vis. [38]
- Medalla de Oro de la Academia de las Artes y las Ciencias Cinematográficas de España.[39]